# Acanthophyllum
Acanthophyllum es un género de plantas con flores  perteneciente a la familia de las cariofiláceas. Comprende 107 especies descritas y de estas, solo 68 aceptadas.

## Descripción
Son pequeñas plantas arbustivas perennes con hojas espinosas. Flores blancas o rosadas, sésiles en cabezas solitarias o globosas. Brácteas espinosas. Cáliz cilíndrico, con 5 dientes. Pétalos 5, enteros o retusos. Estambres 20. Cápsula ovoide, dehiscente irregularmente en la base. Las semillas reniformes.

## Taxonomía
El género fue descrito por Carl Anton von Meyer y publicado en Verzeichness der Pflanzen des Caspischen Meeres 210. 1831. La especie tipo es: Acanthophyllum mucronatum C.A. Mey. 

## Especies aceptadas
A continuación se brinda un listado de las especies del género Acanthophyllum aceptadas hasta octubre de 2013, ordenadas alfabéticamente. Para cada una se indica el nombre binomial seguido del autor, abreviado según las convenciones y usos.
- Acanthophyllum acerosum Sosn.
- Acanthophyllum aculeatum Schischk.
- Acanthophyllum adenophorum Freyn
- Acanthophyllum albidum Schischk.
- Acanthophyllum andarabicum Podlech ex Schiman-Czeika
- Acanthophyllum andersenii Schiman-Czeika
- Acanthophyllum anisocladum Schiman-Czeika
- Acanthophyllum bilobum Schiman-Czeika
- Acanthophyllum borsczowii Litv.
- Acanthophyllum bracteatum Boiss.
- Acanthophyllum brevibracteatum Lipsky
- Acanthophyllum caespitosum Boiss.
- Acanthophyllum chloroleucum Rech.f. & Aellen
- Acanthophyllum coloratum (Preobr.) Schischk.
- Acanthophyllum crassifolium Boiss.
- Acanthophyllum crassinodum Yukhan. & J.R.Edm.
- Acanthophyllum cyrtostegium Vved.
- Acanthophyllum diezianum Hand.-Mazz.
- Acanthophyllum elatius Bunge
- Acanthophyllum fissicalyx Rech.f.
- Acanthophyllum glandulosum Bunge ex Boiss.
- Acanthophyllum gracile Bunge ex Boiss.
- Acanthophyllum grandiflorum Stocks
- Acanthophyllum heratense Schiman-Czeika
- Acanthophyllum heterophyllum Rech.f.
- Acanthophyllum kabulicum Schiman-Czeika
- Acanthophyllum kandaharicum Gilli
- Acanthophyllum khuzistanicum Schiman-Czeika
- Acanthophyllum knorringianum Schischk.
- Acanthophyllum korolkowii Regel & Schmalh.
- Acanthophyllum korshinskyi Schischk.
- Acanthophyllum krascheninnikovii Schischk.
- Acanthophyllum kurdicum Boiss. & Hausskn.
- Acanthophyllum lamondiae Schiman-Czeika
- Acanthophyllum laxiflorum Boiss.
- Acanthophyllum laxiusculum Schiman-Czeika
- Acanthophyllum leucostegium Schiman-Czeika
- Acanthophyllum lilacinum Schischk.
- Acanthophyllum longicalyx Hedge & Wendelbo
- Acanthophyllum macrodon Edgew.
- Acanthophyllum maimanense Schiman-Czeika
- Acanthophyllum microcephalum Boiss.
- Acanthophyllum mikeschinianum Yukhan. & Kuvaev
- Acanthophyllum mucronatum C.A.Mey.
- Acanthophyllum oppositiflorum Aytaç
- Acanthophyllum pachycephalum Schiman-Czeika
- Acanthophyllum pachystegium Rech.f.
- Acanthophyllum pleiostegium Schiman-Czeika
- Acanthophyllum popovii (Preobr.) Barkoudah
- Acanthophyllum pulcherrimum Hedge & Wendelbo
- Acanthophyllum pulchrum Schischk.
- Acanthophyllum pungens (Bunge) Boiss.
- Acanthophyllum raphiophyllum (Rech.f.) Barkoudah
- Acanthophyllum recurvum Regel
- Acanthophyllum sarawschanicum Golenkin
- Acanthophyllum scapiflorum (Akhtar) Schiman-Czeika
- Acanthophyllum schugnanicum (Preobr.) Schischk.
- Acanthophyllum sordidum Bunge ex Boiss.
- Acanthophyllum speciosum Schiman-Czeika
- Acanthophyllum spinosum (Desf.) C.A.Mey.
- Acanthophyllum squarrosum Boiss.
- Acanthophyllum stenostegium Freyn
- Acanthophyllum stewartii (Thomson ex Edgew. & Hook.f.) Barkoudah
- Acanthophyllum stocksianum Boiss.
- Acanthophyllum subglabrum Schischk.
- Acanthophyllum tenuifolium Schischk.
- Acanthophyllum verticillatum C.A.Mey.
- Acanthophyllum xanthoporphyranthum Hedge & Wendelbo